# Hita (Giappone)
Hita (日田市?) è una città giapponese della prefettura di Ōita.